# Vriesea dubia
Vriesea dubia là một loài thuộc chi Vriesea. Đây là loài bản địa của Ecuador.

## Giống
- Vriesea 'Elan'